# Chlorogonium spirale
Chlorogonium spirale là một loài tảo trong họ Chlamydomonadaceae, thuộc chi Chlorogonium.